# جياني رودريغيز
جياني رودريغيز (بالإسبانية: Gianni Rodríguez) (7 يونيو 1994 مونتفيدو الأوروغواي - ) هو لاعب كرة قدم أوروغواني يلعب كمدافع.

## روابط خارجية
- جياني رودريغيز على موقع قاعدة بيانات كرة القدم.إي يو (الإنجليزية)
- جياني رودريغيز على موقع Soccerway.com (الإنجليزية)